# 466 a.C.
Il 466 a.C. (CDLXVI a.C. in numeri romani) è un anno  del V secolo a.C.

## Eventi
- Battaglia dell'Eurimedonte: gli Ateniesi, sotto Cimone, sconfiggono i Persiani in una grande battaglia navale.
- Trasibulo di Siracusa succede come tiranno di Gela e Siracusa al fratello Gerone I.
- Roma:
  - consoli Quinto Servilio Prisco, al suo secondo consolato, e Spurio Postumio Albo Regillense.

## Morti
- Gerone I, sovrano siceliota